# Yvon Fontaine
Yvon Fontaine, né à Saint-Louis de Kent (Nouveau-Brunswick), est un juriste canadien, professeur à l’Université de Moncton.

## Biographie
Yvon Fontaine possède une maîtrise en droit de l’Université de Toronto, un baccalauréat en droit et un baccalauréat en sciences sociales de l’Université de Moncton. Il a aussi suivi des cours de maîtrise en science politique à l’Université Paris I (Panthéon-Sorbonne).
Professeur de droit à l’Université de Moncton depuis 1983, il a été vice-doyen puis doyen de la faculté de droit. Il a été également responsable de la coopération et des échanges internationaux, puis vice-recteur à l’enseignement et à la recherche. En dehors de l'université, il a été deux ans vice-président d’Assomption Vie, une institution financière créée par des Acadiens.
Yvon Fontaine a été recteur (et vice-chancelier) de l'Université de Moncton de 2000 à 2012.
Il a exercé diverses responsabilités dans différents groupements académiques comme l’Association des universités de la francophonie canadienne, l’Association des universités de l’Atlantique, l’Association des universités et collèges du Canada, etc.
Yvon Fontaine a assuré de 2009 à 2013 la présidence de l’Agence universitaire de la Francophonie, dont il était vice-président depuis 2005.

## Distinctions honorifiques
Sa contribution à la cause francophone au Canada et dans le monde a été reconnue à plusieurs reprises. Il a eu le titre de « Juriste francophone de l’année » en 1993 et été décoré de l’Ordre de la Pléiade en 1994 par l’Association internationale des parlementaires de langue française. Il a également été nommé par la France Chevalier des arts et des lettres en 2004, dans le cadre des célébrations du 400e anniversaire de la fondation de l’Acadie.
En septembre 2007, il a reçu un doctorat honoris causa de l’Université de Poitiers, en mars 2012 de l'Université de Nantes, en novembre 2012 de l'Université Jean-Moulin.